# Humanoid
Výraz humanoid označuje libovolnou bytost, jejíž tělo se podobá člověku. V tomto smyslu pojem zahrnuje jednak primáty, jednak různá mytická stvoření a umělé organismy (roboty), zvláště v kontextu science fiction a fantasy. Humanoidní robot se nazývá android.
Fiktivní humanoidní druh mívá základní tělesné rysy obvykle stejné jako člověk – bývá dvounohý (bipod), se dvěma rukama, zakončenýma prsty a palcem v opozici, liší se však v detailech, jako jsou počet prstů, zbarvení, tvar uší, reprezentace vlasů, výška a hmotnost, velikost nosu, vzhled kůže, struktura končetin a případně některé zvláštní prvky (rohy, drápy, ocas apod.).